# Bunny Berigan
Bunny Berigan, eigentlich Rowland Bernard Berigan (* 2. November 1908 in Hilbert (Wisconsin); † 2. Juni 1942 in New York City) war einer der bedeutendsten Jazztrompeter der Swing-Ära.

## Leben
Berigan war ein musikalisches Wunderkind, das schon früh Violine und Trompete lernte. Nach verschiedenen Engagements in lokalen Orchestern bewarb er sich Ende der 1920er Jahre bei dem Orchester von Hal Kemp, wurde dort aber zunächst abgelehnt. Mitte 1930 war eine zweite Bewerbung erfolgreich. Mit Kemp machte Berigan seine ersten Plattenaufnahmen und nahm an einer England-Tournee teil. Ab 1931 war er auch ein zunehmend gefragter Studiomusiker und spielte in den Bands von Fred Rich, Freddy Martin und Ben Selvin.
Ab Ende 1932 und das Jahr 1933 hindurch war Berigan Mitglied des Orchesters von Paul Whiteman, 1934 spielte er bei Abe Lyman. Im folgenden Jahr nahm er als Gast bekannter Bands wie dem Dorsey Brothers Orchestra und Glenn Miller an zahlreichen Plattenaufnahmen und Radiosendungen teil. Weiterhin tourte Berigan auch mit der Big Band von Benny Goodman. Es folgte ein Engagement bei Tommy Dorsey. 1937 nahm er unter eigenem Namen I Can’t Get Started auf, ein Stück von Vernon Duke, das zu seinem Markenzeichen wurde.
Er gründete seine eigene Big Band, der trotz einer Reihe guter Aufnahmen für Brunswick, Vocalion, Victor und Decca
kein finanzieller Erfolg beschieden war und die er deshalb 1940 wegen Zahlungsunfähigkeit auflösen musste. Dennoch gelang es ihm – beginnend mit Leo Robins Ebb Tide (1937) – insgesamt 13 Hits in den Billboard-Charts zu positionieren; sein letzter Hit war Turn on That Red Hot Heat (Burn Your Blues Away) im August 1937.
In seinem Orchester spielte eine Reihe von bekanntem Musikern, u. a. Georgie Auld, Dave Barbour, Joe Bushkin, Cozy Cole, Ray Conniff, Bud Freeman, Vido Musso, Buddy Rich, Edgar Sampson, Hymie Schertzer, Graham Forbes, George Wettling und Dave Tough. Im April 1940 entstanden noch Aufnahmen mit der Sängerin Lee Wiley.
Es folgte ein weiteres kurzes Engagement bei Tommy Dorsey von Anfang März bis Ende Juni 1940; dabei trat er auch auf einer Reihe von Studioaufnahmen des jungen Frank Sinatra als Solist in Erscheinung.
Um diese Zeit machten sich zunehmend Gesundheitsprobleme bemerkbar, die in erster Linie auf übermäßigen Alkoholkonsum zurückzuführen waren. Berigan schlug sich mit einer kleinen, von ihm geleiteten Formation mehr schlecht als recht durch. Im Frühjahr 1942 wurde er mit Lungenentzündung in Pittsburgh ins Krankenhaus eingeliefert, wo auch eine fortgeschrittene Leberzirrhose konstatiert wurde. Er ignorierte den Rat der Ärzte, sowohl mit dem Trinken als auch mit dem Trompetespiel aufzuhören und ging zurück nach New York, wo er an den Folgen schwerer innerer Blutungen starb.

## Bedeutung
Bunny Berigan gehört wie Bix Beiderbecke, von dessen Spiel er beeinflusst war, zu den tragischen Gestalten des Jazz, die durch einen frühen Tod zu Legenden wurden. Berigan selbst nannte stets Louis Armstrong als sein größtes Vorbild, aber es gelang ihm, eine ihm eigene, charakteristische Spielweise zu entwickeln. Diese zeichnet sich durch einen sehr großen Tonumfang und virtuoses Spiel aus. Im Vergleich zu anderen bedeutenden Jazztrompetern war Berigan aber auch ein Meister des lyrischen Spiels in für die Trompete ungewöhnlich tiefen Lagen. Wie Bobby Hackett gehört er zu den Wegbereitern der modernen, balladesken Spielweise eines Miles Davis oder Chet Baker.

## Diskografische Hinweise
- The Complete Brunswick, Parlophone and Vocalion Bunny Berigan Sessions (Mosaic 2002) 7 CDs[1] mit Tommy Dorsey, Jimmy Dorsey, Eddie Lang, Joe Venuti, Benny Goodman, Boswell Sisters, Martha Boswell p, Mildred Bailey, Glenn Miller arr, Arthur Rollini, Adrian Rollini, Artie Shaw, Johnny Mince, Chu Berry, Teddy Wilson, Red Norvo, Gene Krupa, George Van Eps, Artie Bernstein, Charlie Spivak, Eddie Miller, Red McKenzie, Bud Freeman, Joe Bushkin, Eddie Condon, Dave Tough, Cozy Cole, Billie Holiday, Babe Russin, George Wettling, Johnny Hodges, Edgar Sampson, Cliff Jackson